# GLOVETY
GLOVETY(グロブティ)は、日本のアダルトゲームブランド。

## 沿革
2020年10月30日に『アインシュタインより愛を込めて』をリリースし、ブランドデビューを果たした。

## 作品一覧
- アインシュタインより愛を込めて - 2020年10月30日
- アインシュタインより愛を込めて APOLLOCRISIS - 2021年9月24日